# Krokodille Zoo
Krokodille Zoo is een dierentuin in de Deense stad Eskilstrup. Het park is in 1990 opgericht en huisvest onder andere alle krokodilachtigen die voorkomen op aarde. De dierentuin neemt deel en coördineert verschillende Europese fokprogramma's voor krokodilachtigen en neemt ook deel aan enkele fokprogramma's uit de Verenigde Staten. Daaronder valt een fokprogramma van de zeldzame Orinocokrokodil, waarbij ieder jaar jongen uitgezet worden in het wild in Venezuela. Enkele andere diersoorten die de dierentuin huisvest zijn poema's, tayra's, nevelpanters en groene leguanen.